# مگس‌های پشکل کوچک
مگس‌های پشگل کوچک (نام علمی: Sphaeroceridae) نام یک تیره از فروراسته مگس‌خانگی‌شکلان است.